# 霍斯特雷
霍斯特雷（羅馬化：Hostre）是位於烏克蘭東部的市級鎮，由頓涅茨克州波克羅夫斯克區的庫拉霍韋市鎮負責管轄。該鎮距離頓涅茨克29公里，始建於1970年，海拔高度160米，2011年該市級鎮人口704。俄羅斯入侵烏克蘭期間，俄羅斯軍隊於2024年9月25日攻佔霍斯特雷。